# Palazzo Narallabay
Il Palazzo Narallabay chiamato anche Palazzo Isfandiyar è un palazzo di Khiva in Uzbekistan.

## Il palazzo
Venne costruito tra il 1906 e il 1912 da Muhammad Rahimbay, si trova al di fuori delle mura di Itchan Kala. Lo stile degli interni è un mix di oriente e occidente con sontuose decorazioni e specchi veneziano. Vi sono diverse stanze e corti. Alla costruzione hanno partecipato diverse maestranze come Ata Shikhov e Ismail Abdiniyazov per le decorazioni ma vennero chiamati anche artigiani tedeschi e russi. Di notevole pregio è la sala ottagonale.

## Galleria d'immagini

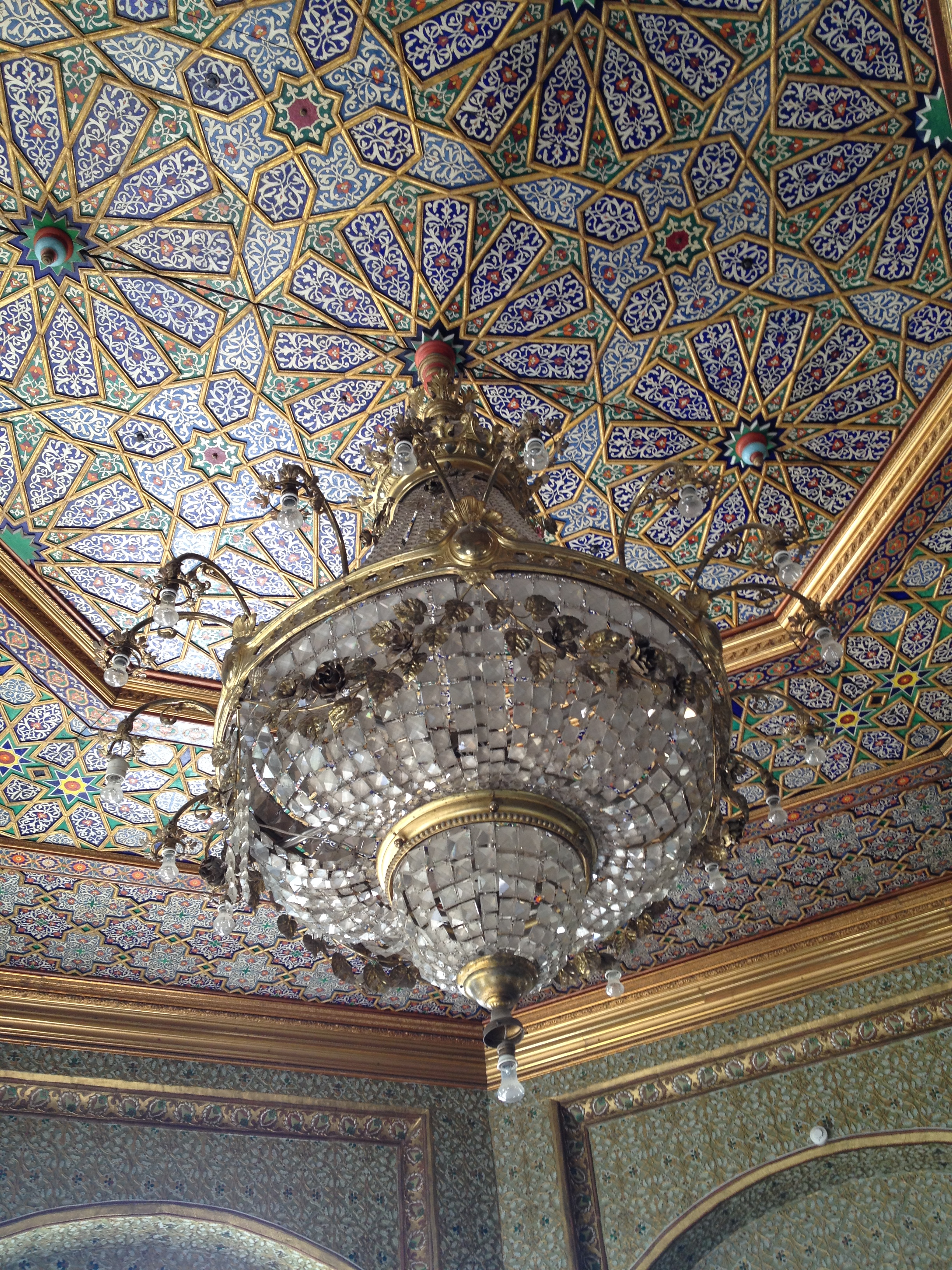
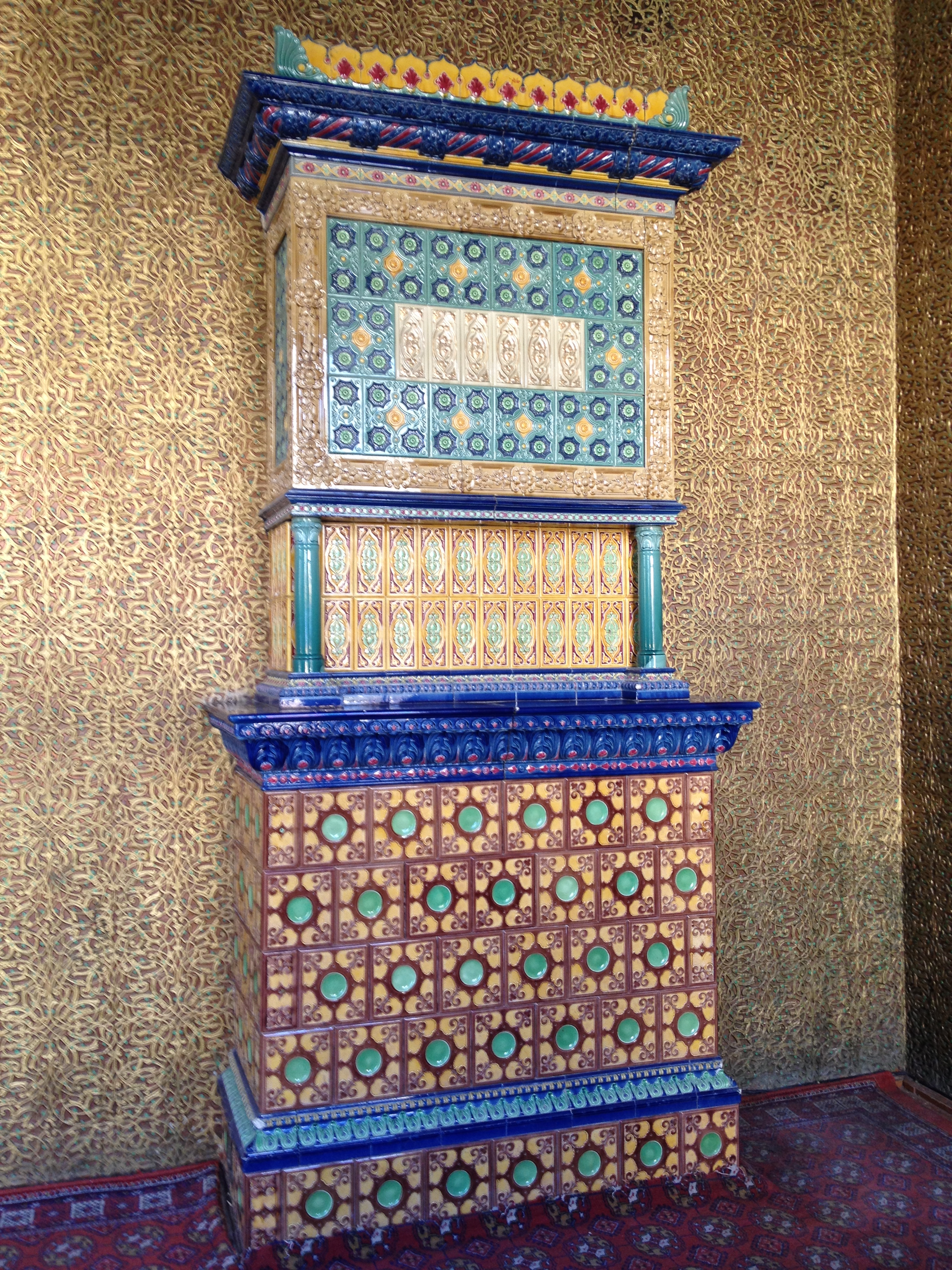
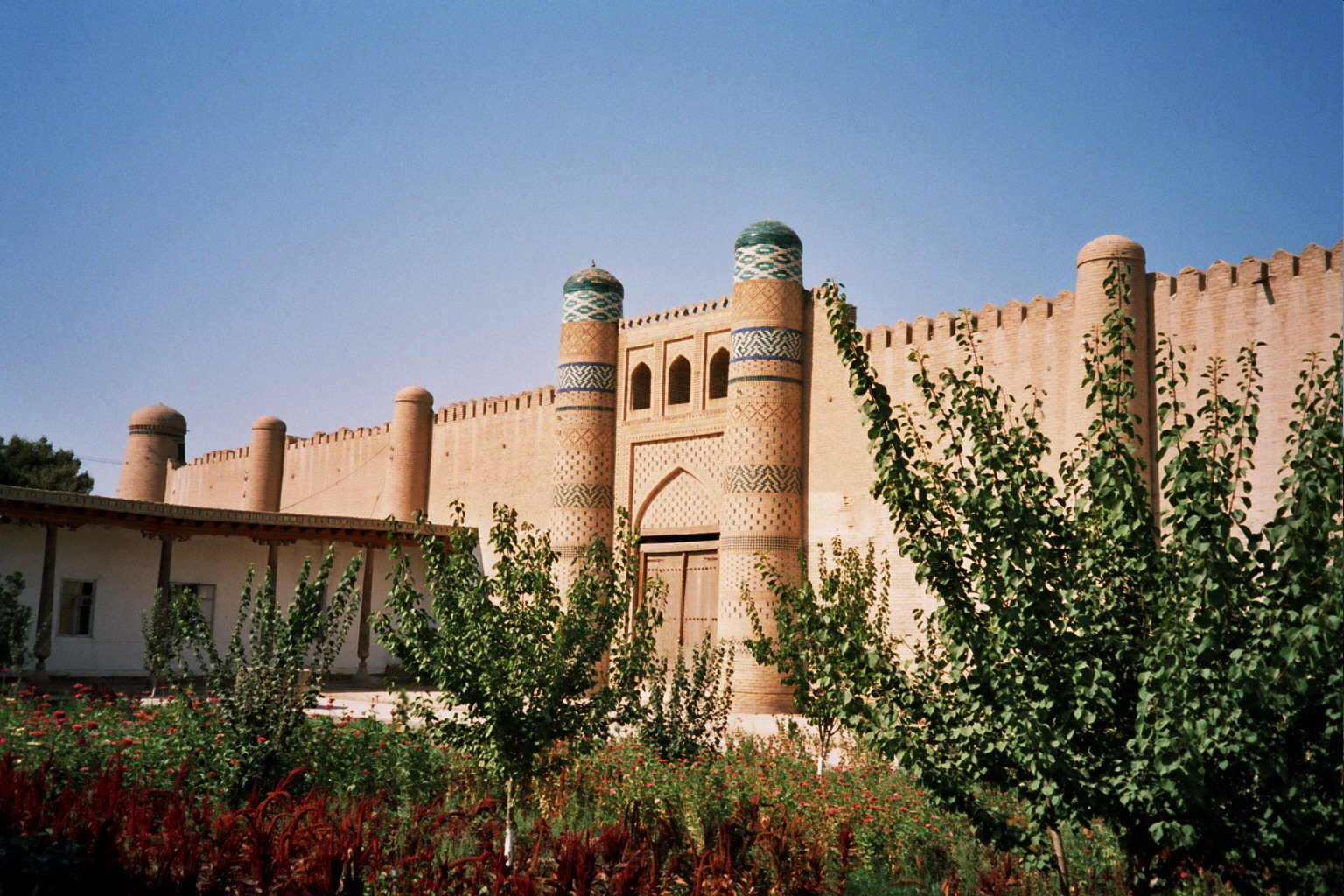